# Strzelecki-Gebirge

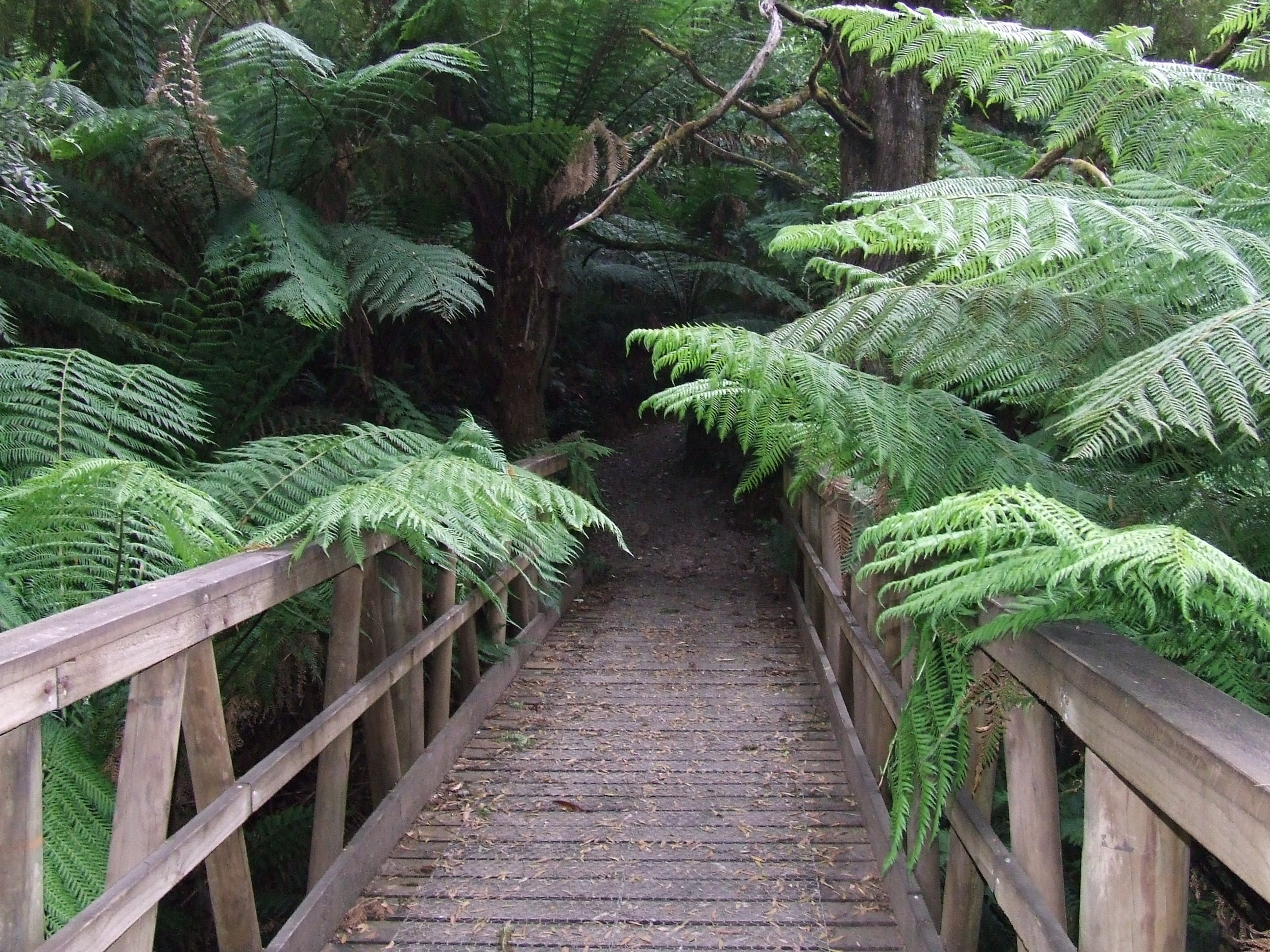
Holzbrücke und Baumfarne im Mount Worth State Park

Das Strzelecki-Gebirge ist ein niedriges Gebirgsland im Gippsland im australischen Bundesstaat Victoria. Das Gebirge liegt südlich des Latrobe Valley und nördlich der Bass-Straße. Es wurde nach dem polnischen Entdecker Paul Edmund de Strzelecki benannt, der in den 1840er-Jahren eine Expedition in dieses Gebiet führte.
Regenwald der gemäßigten Vegetationszone mit 90 m hohen Riesen-Eukalyptus-Bäumen bedeckte früher das Gebirgsland, aber Ende des 19. und Anfang des 20. Jahrhunderts wurde der Wald größtenteils abgeholzt. Einige der noch naturbelassenen Gebiete befinden sich heute im Tarra-Bulga-Nationalpark und im Mount Worth State Park.
Die Grand Ridge Road verläuft in Südwest-Nordost-Richtung über den Gebirgskamm und bietet immer wieder schöne Ausblicke auf das Latrobe Valley und das Wilsons Promontory im Süden.
Siedler von Melbourne kämpften sich in den 1860er-Jahren durch dieses Gebiet, bis in den 1870er-Jahren die Gippsland Railway gebaut wurde. Die höchste Erhebung ist der Mount Tassie mit ca. 740 m.